# محمد البلتاجي
محمد محمد إبراهيم البلتاجي

محمد البلتاجي أحد قيادات الإخوان المسلمين

طبيب، وعضو مجلس الشعب المصري سابقًا ورمز من رموز الإخوان المسلمين بمصر. ولد عام 1963 في مدينة كفر الدوار بمحافظة البحيرة ويقيم في شبرا الخيمة، متزوج وله خمسة أولاد (عمار، أنس، أسماء، خالد، وحسام الدين).

## تعرفه على الإخوان المسلمين

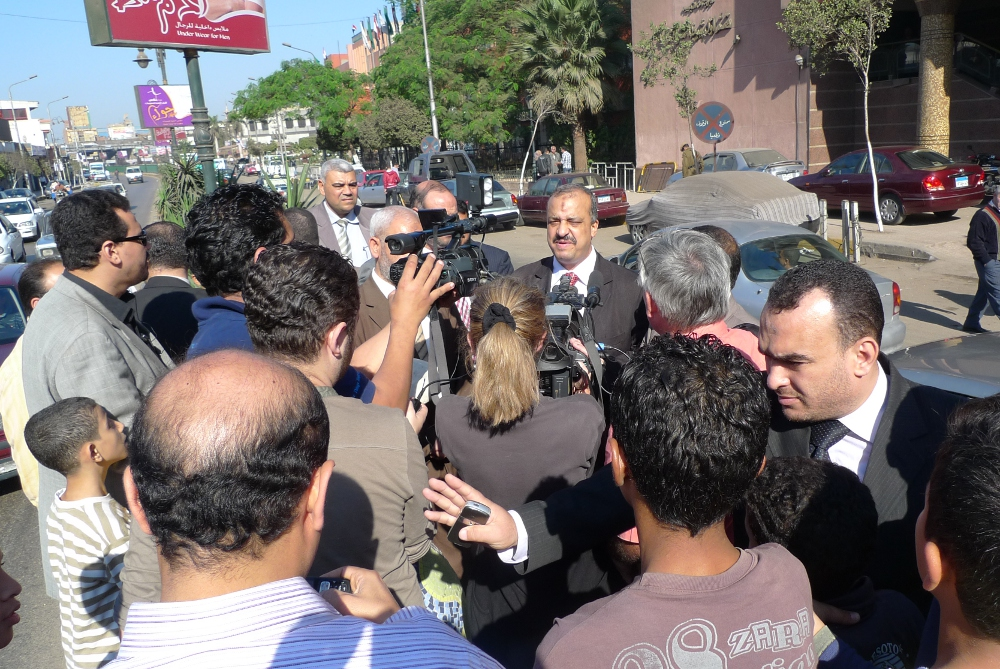
محمد البلتاجي في دائرته بشبرا الخيمة

- تعرف على دعوة الإخوان المسلمين في أول المرحلة الثانوية بالإسكندرية سنة 1977م من خلال عاطفة الثلاثاء والأساتذة الكرام: أ/ محمد عبد المنعم وأ/ جمعة أمين وأ/ محمد حسين عيسى، ومن خلال زيارات متكررة لعلماء الأزهر الكبار، الشيخ/ أحمد المحلاوي - في بيته، والشيخ/ محمود عيد في مسجده، بدأت معالم الفكرة الإسلامية والمشروع الإسلامي والدعوي تتعمق في نفسه ورموز العمل الطلابي (إبراهيم الزعفراني وخالد الزعفراني، طلعت فهمي).

## نشاطاته الطلابية
- ترأس اللجنة الثقافية ثم مثل اتحاد طلاب معهد الإسكندرية الديني الثانوي وأصدر أول مجلة دعوية أزهرية في هذا الوقت (1978 - النذير).
- شارك في أعمال (الجماعة الإسلامية بالمدارس الثانوية بمحافظة الإسكندرية) والتي كان لها نشاط عام دعوي وتربوي وسياسي كبير تمثل في إقامة مؤتمر من أكبر مؤتمرات الإسكندرية لتفنيد ومعارضة كامب ديفيد 1978.
- رئيسًا لاتحاد كلية طب الأزهر ثم رئيساً لاتحاد طلاب جامعة الأزهر (بفروعها على مستوى الجمهورية) 85 - 86 - 87.

1. شارك مع رموز العمل الطلابي بالجامعات المصرية في توحيد موقف طلاب حاشد تأييدًا لقضية الجندي المصري (سليمان خاطر) ومخاطبة الحكومة المصرية بالإفراج عنه وعدالة قضيته.
2. صدرت ضده قرارات تعسفية بفصله وعزله عن رئاسة اتحاد الطلاب من إدارة الجامعة، كما صدر قرار إدارة المدينة الجامعية بخروجه من السكن بالمدينة مما يعد بمثابة طرده للشارع بلا مأوى، حيث كانت أسرته تقيم بمحافظة البحيرة ولا مأوى له بالقاهرة، ولكن الإدارة اضطرت للعدول عن قراراتها الظالمة أمام ضغوط طلابية حاشدة.

## تعليمه وعمله
- التحق بالجيش وأدى الخدمة العسكرية (ملازم) لمدة سنة واحدة لصدور قرار تعيينه معيدًا (نائب بمستشفى الحسين الجامعي).
- عمل طبيب مقيم بقسم الأنف والأذن والحنجرة 1990م - 1993.
- حصل على الماجستير عام 1993.
- صدر قرار تعيينه بوظيفة مدرس مساعد (بقسم الأنف والأذن والحنجرة كلية طب الأزهر) من رئيس الجامعة لأنه أول زملائه المتقدمين للوظيفة ولكن الجهات الأمنية أصدرت توصية بوقف قرار التعيين فتعطل تسلمه للوظيفة لمدة أربع سنوات حيث أصدرت محكمة القضاء الإداري حكمها بأحقيته في تسلم الوظيفة وعدم أحقية الجهات الأمنية.
- عمل مدرسًا مساعدًا بالقسم من يناير 1998م وحصل على درجة الدكتوراة 2001 وتم تعيينه مدرسًا بالقسم عام 2001.

## نشاطاته الخيرية
- أقام بمدينة شبرا الخيمة وافتتح بها عياداته ومن خلال تميز مهني واضح صار له جمهور كبير وقاعدة عريضة تعرفت على تميزه العلمي والخلقي والدعوي والخدمي.
- شارك في العديد من القوافل الطبية الخيرية من خلال لجنة الإغاثة بنقابة الأطباء - خدم فقراء وأيتام المنطقة من خلال مشروعات الطفل اليتيم الكثيرة بشبرا الخيمة.
- عمل مديرًا لأحد فروع الجمعية الطيبة الإسلامية ذات النشاط الطبي الخيري في أنحاء مصر.
- له مشاركات علمية ونقابية وثقافية ودينية في العديد من الجمعيات والمؤتمرات والدورات التدريبية للأطباء.

شارك في سفينة الحرية لرفع الحصار عن غزة

## عمله بالبرلمان المصري

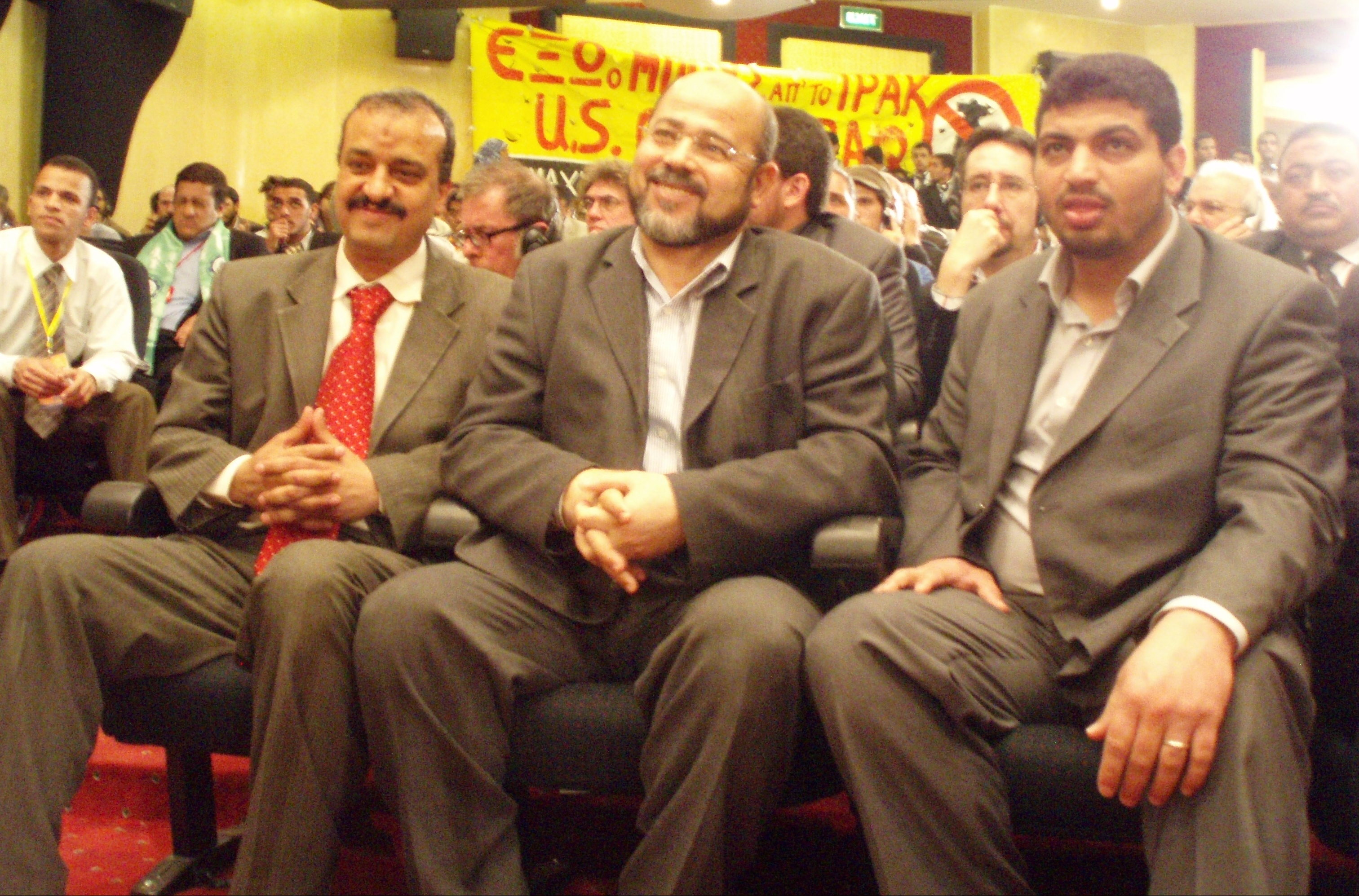
محمد البلتاجي بجانب القيادي بحركة حماس موسى أبو مرزوق في القاهرة سنة 2007.

- ترشح لعضوية مجلس الشعب 2005 عن دائرة شبرا الخيمة أول على مقعد الفئات عن كتلة الإخوان المسلمين وفاز باكتساح من الجولة الأولى.
- عضو لجنة الدفاع والأمن القومى بمجلس الشعب المصري 2012
- ترشح لعضوية مجلس الشعب 2005 عن دائرة قسم أول شبرا الخيمة على مقعد الفئات عن كتلة الإخوان المسلمين وفاز باكتساح من الجولة الأولى بفارق 15 ألف صوت عن أقرب منافسيه، «بعد أن حاول رئيس اللجنة العامة للانتخابات ان ينسحب قبل إعلان النتيجة بدعوى إصابته بأزمة قلبية وهو ما رفضته الجماهير الحاشدة التي جاءت لمتابعة النتيجة فتراجع القاضي عن موقفه وأعلن فوز الدكتور محمد البلتاجي رغم الضغوط الأمنية الهائلة التي طالبت رئيس اللجنة بتزوير النتيجة لصالح مرشح الحزب الحاكم بمصر».

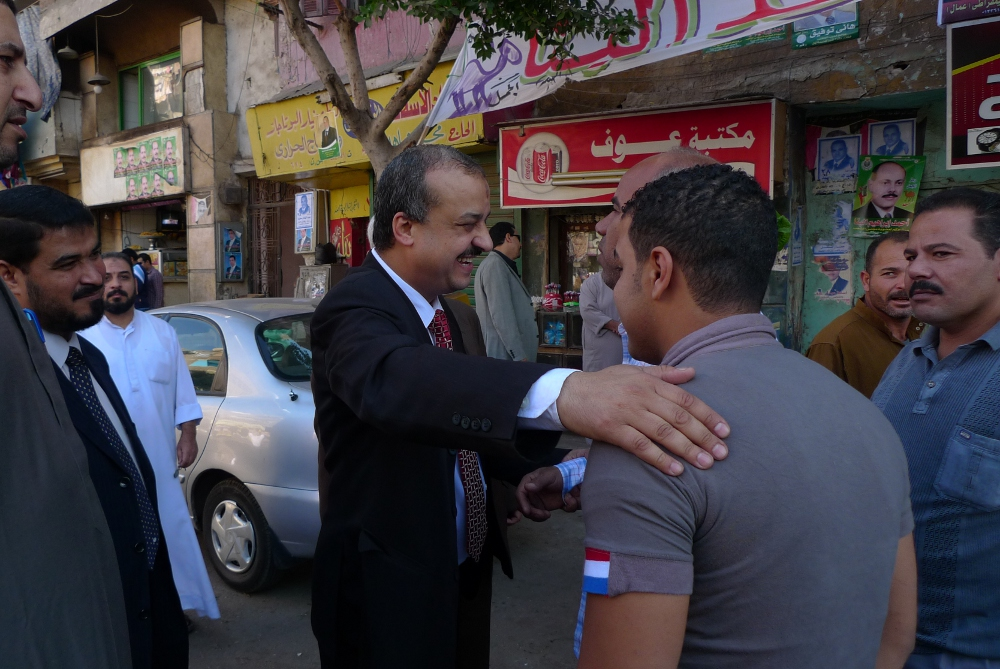
البلتاجي ينظم حملات لمجلس النواب كمستقل في منطقته بحي شبرا الخيمة قبل يومين من الانتخابات البرلمانية.

- البلتاجي ينظم حملات لمجلس النواب كمستقل في منطقته بحي شبرا الخيمة قبل يومين من الانتخابات البرلمانية.افتتح معاركه تحت قبة مجلس الشعب مع بداية دورته البرلمانية بالدفاع عن حقوق الشعب المصري، وارتبط اسمه بقضايا جماهيرية عديدة منها " عبارة السلام 1998، انفلونزا الطيور، رغيف الخبز، قانون المرور، قانون الضرائب العقارية، ارتفاع الأسعار.
- أولى اهتمامًا كبيرًا بالقضايا الوطنية والقومية تحت قبة البرلمان المصري وفي مقدمتها قضايا الحريات العامة والإصلاح السياسي ومن أشهر المواقف في هذا الصدد دفاعه البرلماني عن استقلال السلطة القضائية، حرية الصحافة، إضافة إلى مواقفه الرافضة لتشريعات (الحبس في قضايا النشر، تمديد حالة الطوارئ، التعديلات الدستورية الجائرة في 2007، المحاكمات العسكرية للمدنيين)، كما كانت له جولات في الدفاع عن حقوق التعبير والتظاهر السلمي، حيث وقف بقوة ضد دعاوي القمع وإطلاق الرصاص علي المتظاهرين التي اطلقها نواب بالحزب الوطني الحاكم بمصر.
- برز دوره كعضو بلجنة التعليم بمجلس الشعب المصري في الدفاع عن العديد من قضايا التعليم والطلاب واعضاء هيئة التدريس، حيث خاض معارك برلمانية وسياسية ضد الانتهاكات الأمنية للحريات الطلابية والجامعية، ودافع عن الحقوق المادية للمعلمين وأساتذة الجامعات.
- شارك إلى جانب عدد من الرموز الوطنية من مختلف التيارات السياسية في تأسيس الحملة المصرية ضد التوريث في أكتوبر 2009، كما شارك في نفس التوقيت«بتأسيس حركة مصريون من أجل انتخابات حرة وسليمة».
- مثّل الإخوان المسلمين في تأسيس الجمعية الوطنية للتغير فبراير 2010، وكان له دور بارز في فعاليات الجمعية بمختلف محافظات مصر.
- شارك في تأسيس المنتدى العالمي للبرلمانيين الإسلاميين (تأسس في يناير 2007 بجاكرتا) ومثل مصر في عضوية مجلس إدارته.
- تم انتخابه في (2008)، كعضو لجنة المتابعة «اللجنة التنفيذية» بالمؤتمر القومي الإسلامي وهو المؤتمر الذي حافظ على مساحة عمل مشترك بين التيارين القومي والإسلامي على الساحة العربية خلال السنوات الأخيرة.
- ارتبط اسمه بالدفاع عن القضية الفلسطينية فشارك في تأسيس الحملة الشعبية المصرية لفك الحصار عن غزة ومثّـل مصر في عضوية اللجنة الدولية لكسر الحصار عن غزة، وكان له دور بارز في مواجهة المواقف الرسمية المصرية والعربية أثناء الحرب الأخيرة على غزة، كما كانت له مشاركات قوية برلمانية وسياسية ضد بناء الجدار الفولاذي بين مصر وغزة، وضد تصدير الغاز لإسرائيل... الخ ".
- لم يكتفِ بدوره في اللجنة الدولية لكسر حصار غزة لكنه شارك ضمن نشطاء دوليين في سفنية مرمرة التركية وكان رئيس الوفود العربية المشاركة في أسطول الحرية الذي سعى عمليًا في كسر الحصار «بحرًا» عن قطاع غزة، لكن إسرائيل مارس قرصنة دولية عليه بهجوم عدواني «بحري وجوي» في (30 مايو/2010) أدى لاستشهاد تسعة من الناشطين، وجرح العشرات منهم فضلا عن اعتقال كافة المشاركين على ظهر الأسطول.
- شارك في العديد من المؤتمرات والفعاليات الدولية داخل وخارج مصر منها مؤتمر الوحدة الإسلامية في لندن ومؤتمر القدس الدولي في إسطنبول ومؤتمري نصرة الشعب الفلسطيني ودعم المقاومة في لبنان.
- أثري الحياة السياسية والفكرية المصرية بأكثر من 40 مقال، نشرت في العديد من الصحف العربية والمصرية.
- أصدر كتابا بعنوان: (مصر 2005- 2010 ولماذا لم يتحقق الإصلاح المنشود).[1]

ترشح لانتخابات مجلس الشعب مرة أخرى عام 2010 التي شهدت وقائع تزوير فاضح فانسحب من الجولة الثانية تنفيذا لقرار جماعة الاخوان المسلمين بمقاطعة جولة الإعادة ثم ساهم في إنشاء البرلمان الشعبي الذي كان من مقدمات ثورة 25 يناير
شارك في ثورة 25 يناير من بدايتها وتم اختياره بمجلس أمناء الثورة
شارك في تأسيس حزب الحرية والعدالة- الجناح السيايي لحركة الإخوان المسلمين - وتم اختياره أمينا عاما للحزب بالعاصمة المصرية القاهرة
ترشح في انتخابات مجلس الشعب المصري 2011 عقب ثورة 25 يناير على رأس قائمة حزب الحرية والعدالة بمحافظة القليوبية ودخل مجلس الشعب للمرة الثانية ولكن هذه المرة ممثلا عن الحزب في أول مشاركة رسمية وأول برلمان بعد ثورة 25 يناير.

## مواقفه في اعتصام رابعة العدوية بعد عزل الرئيس محمد مرسي

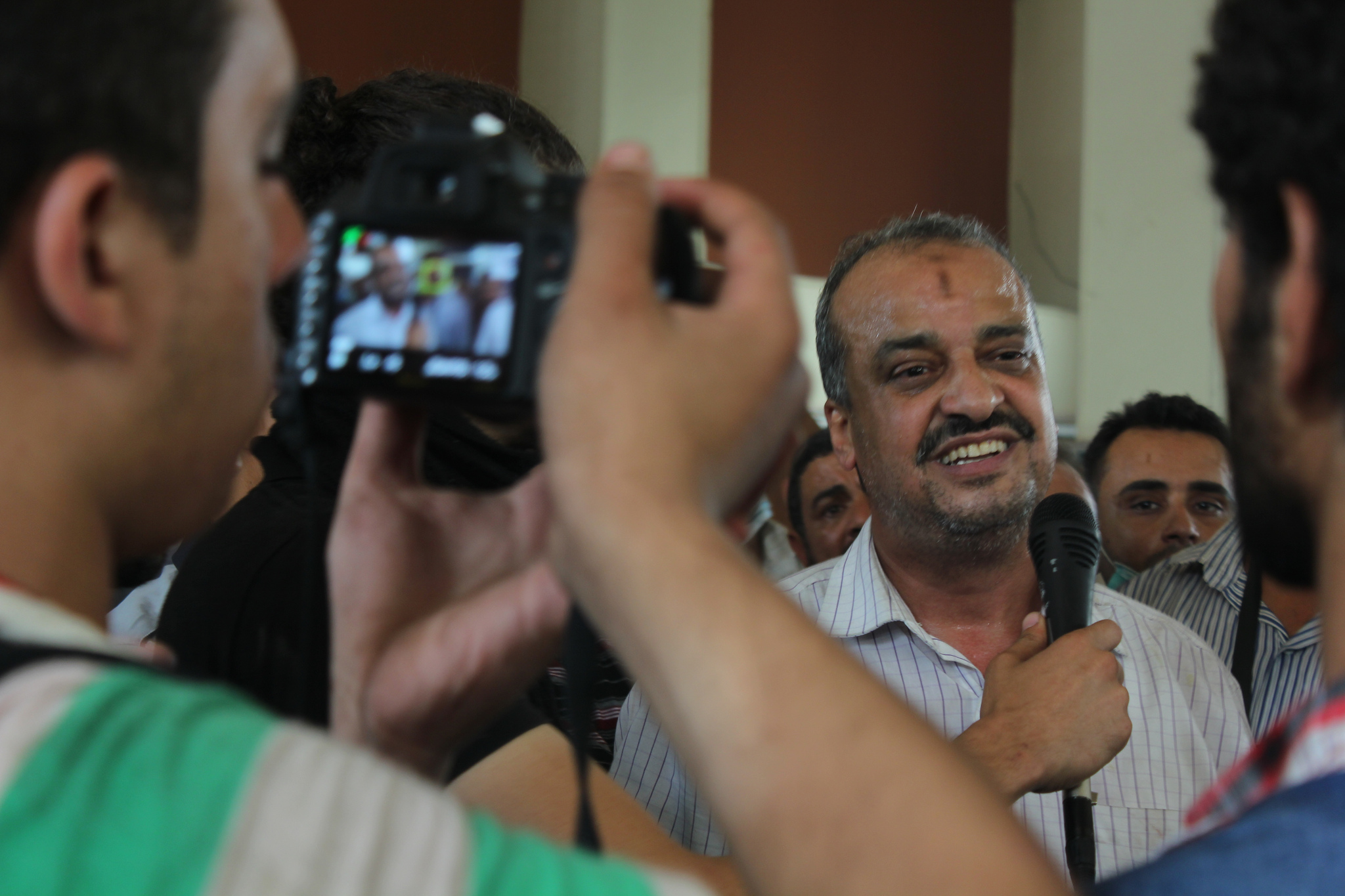
حديث محمد البلتاجي لوسائل الإعلام بعد مقتل ابنته

أمرت النيابة العامة في أغسطس 2013 بضبطه وإحضاره على خلفية اتهامات وبلاغات مقدمة بتعذيب عدد من المواطنين المعارضين لجماعة الاخوان المسلمين في اعتصامه بمنطقة رابعة العدوية للمطالبة بعودة الرئيس المعزول محمد مرسي.
له فيديو شهير يربط فيه بين توقف الاحتجاجات وقرنها بعودة الرئيس المعزول محمد مرسي.
ولكنه رد علي هذا الفيديو وقال إن أهل سيناء يرفضون الانقلاب العسكرى ولذلك هم يقومون بذلك فإذا عادت الشرعية سيتوقفون هم وباقي الشعب المصري، فأهل سيناء جزء من انتفاضة الشعب.، وقُتلت ابنته أسماء خلال فض اعتصام رابعة العدوية وألقي القبض عليه في 29\8\2013 من قبل قوات الأمن المصرية بمحافظة الجيزة. ووجهت إليه تهمة التحريض على قتل المتظاهرين.

### محاكمته
مثل الدكتور محمد البلتاجي أمام عدة محاكم بتهمة التحريض على القتل في عدة محافظات وصدر ضدة حكم بالإعدام بتهمة اقتحام سجن وادي النطرون، بينما كان البلتاجي وقتها معتصما بميدان التحرير مع شركاء الثورة على مرأى ومسمع من كل فضائيات العالم التي كانت تنقل الأحداث وقتها مباشرة للعالم كله.، وما زال يمثل أمام المحاكم في عدة قضايا لم تنتهي بعد.
1. قضت محكمة جنايات القاهرة في 19 أبريل 2014 بسجن محمد البلتاجي لمدة سنة مع الشغل بتهمة إهانة القضاء خلال محاكمته في قضية قصر الاتحادية.[10]
2. وفي 27 ديسمبر 2014 حُكم عليه بالسجن 6 سنوات وغرامة 20 ألف جنيه مصري بعد إدانته بتهمة إهانة المحكمة وذلك في أحد جلسات محاكمته في قضية الهروب من سجن وادي النطرون.[11]
3. قررت محكمة جنايات جنوب القاهرة، المنعقدة بمعهد أمناء الشرطة بطرة، السبت 08 سبتمبر 2018، الحكم على كل من محمد البلتاجي وصفوت حجازي و73 آخرين بالإعدام شنقا في قضية فض اعتصام رابعة العدوية وهو حكم غير نهائي قدم فيه البلتاجي وبقية المتهمين طعنا لمحكمة النقض.[12]
4. وللمرة الثالثة، قضت محكمة جنايات القاهرة، في ديسمبر 2018، بحبس محمد البلتاجي لمدة عامين إثر إدانته بإهانة القضاء وذلك بعد «ابتسامه» إثر قرار بمنعه من الاسترسال في توجيه الأسئلة إلى شهود الإثبات.[13]
5. أصدرت محكمة جنايات الجيزة، في 10 يناير 2019، حكماً ببراءة محمد البلتاجي، ومحمد بديع، وعصام العريان، وصفوت حجازي، وباسم عودة، وآخرين، في إعادة محاكمتهم بالقضية المعروفة إعلامياً بأحداث مسجد الاستقامة.[14][15]
6. قضت محكمة جنايات القاهرة، المنعقدة بمجمع محاكم طرة، السبت 07 سبتمبر 2019، بالسجن المؤبد لمحمد البلتاجي ومحمد بديع وعصام العريان و8 متهمين آخرين في القضية المعروفة إعلاميًا بـ«اقتحام الحدود الشرقية».[16]
7. قضت محكمة النقض في مصر، الاثنين 14 يونيو 2021، بتأييد حكم الإعدام بحق كل من القيادي بجماعة الإخوان المسلمين، محمد بلتاجي، وصفوت حجازي و10 آخرين في قضية «فض اعتصام رابعة».[17]
8. نشرت الجريدة الرسمية في مصر، السبت 27 نوفمبر 2021، قرار محكمة النقض بإدراج قياديين في جماعة الإخوان المسلمين من بينهم محمد البلتاجي وسعد الكتاتني على قوائم «الإرهاب» لمدة 5 سنوات تبدأ من تاريخ صدور القرار.[18]

بلغ عدد الأحكام الصادرة في حق القيادي بجماعة الإخوان المسلمين محمد البلتاجي، 219 سنة سجن وإعدام، في 12 قضية، ومازالت بعض هذه القضايا في مرحلة النقض.

## وصلات خارجية
- مقاطع فيديو يوتيوب - نماذج حية من الأداء البرلماني
- كارثة التوريث والنهج البديل، محمد البلتاجي، المعرفة، الجزيرة نت، 20 سبتمبر 2009 م
- مضابط النائب، موقع مجلس الشعب المصري